# 增期乡
增期乡，是中华人民共和国西藏自治区山南市桑日县下辖的一个乡镇级行政单位。

## 行政区划
增期乡下辖以下地区：
达杰村、米东村、真措村、梦琼村、帮贡村、达布村、增期村、岗布村、雪巴村、措巴村、卡乃村、白金村和支巴村。